# Милија Миковић
Милија Миковић (Бар, 25. март 1994) црногорски је кошаркаш. Игра на позицији крилног центра, а тренутно наступа за  Морнар из Бара.

## Клупска каријера
Миковић је каријеру почео у Морнару из Бара. Током 2014. је био на проби у Партизану, али није потписао уговор. Екипу Морнара је напустио лета 2016. када је потписао уговор са словеначким прволигашем Шентјуром. Након ангажмана у Словенији, потписао је за сарајевску Босну, али у овом клубу се због финансијских проблема задржао тек неколико месеци. Након одласка из Босне, остатак сезоне 2017/18. је наступао за мађарски ЗТЕ.  Од сезоне 2019/20. је заиграо у хрватској Премијер лиги, наступајући првих годину дана за екипу Горице, а затим за екипу Шибенке, у чијем дресу је био најбољи стрелац хрватског првенства у сезони 2020/21. У јулу 2021. се вратио у Морнар из Бара.

## Репрезентација
Наступао је за кадетску, а потом и за јуниорску селекцију Црне Горе. Био је 2013. године члан селекције до 20 година, која је на Европском првенству у Естонији заузела осмо место. Са истом узрасном категоријом, наредне 2014. године, на Европском првенству на Криту, Миковић је био други стрелац турнира, пошто је просечно бележио 18,3 поена, уз девет скокова по мечу.
За сениорску репрезентацију Црне Горе је дебитовао лета 2021. током претквалификација за Светско првенство 2023.